# Eleonor de Vermandois
Eleonor de Vermandois (1152 – 1222) era hija de Raúl I, conde de Vermandois y de Valois, y de Petronila de Aquitania. Tras la muerte de su hermana Isabel de Vermandois (1183), su cuñado Felipe de Alsacia conservó los condados de Vermandois y de Valois, que, finalmente, tuvo que ceder a Felipe Augusto en 1185. Eleonor no pudo conseguirlos nunca y renunció a ellos definitivamente en 1214 antes de retirarse a un monasterio.
Eleonor se casó cinco veces:
- Godefroy de Henao († 1163), conde de Ostrevent, hijo del conde Balduino IV de Henao.
- en 1167, con Guillermo IV de Nevers († 1168)
- en 1170 con Mateo de Boulogne (v. 1137 † 1173).
- hacia 1175 con Mathieu III († 1208) conde de Beaumont-sur-Oise
- finalmente, hacia 1190 con Hugues III d'Auxy, sire d'Auxy.[2]